# Francis Honeycutt
Francis Webster Honeycutt (* 26. Mai 1883 in San Francisco; † 21. September 1940 in Woodbine) war ein US-amerikanischer Florettfechter und Brigadegeneral.

## Leben
Francis Honeycutt nahm an den Olympischen Spielen 1920 in Antwerpen teil, bei denen er mit der Mannschaft den dritten Platz belegte. Mit Henry Breckinridge, Harold Rayner, Arthur Lyon und Robert Sears erhielt er somit die Bronzemedaille. In der Einzelkonkurrenz erreichte er die Halbfinalrunde. Mehrfach gewann er die US-amerikanischen Landesmeisterschaften.
Honeycutt war 1904 Absolvent der United States Military Academy und verbrachte seine gesamte Militärkarriere bei der Artillerie. Bis zu seinem Ruhestand war er in den Rang eines Brigadegenerals aufgestiegen.